# 호앙껌
호앙껌(베트남어: Hoàng Cầm / 黃琴, 필명: 부이땅비엣(Bùi Tằng Việt), 1922년 2월 22일 박닌성 ~ 2010년 5월 6일 하노이)은 베트남 출신의 작가, 소설가, 극작가이자 시인이다.

## 삶
1944년 비엣민 활동에 가담하였다. 2007년 베트남 정부가 수여하는 문학 예술상을 받았다.

## 작품
- 감각 램프 - Cây đèn thần (1940년)
- 99곡의 사랑 노래 - 99 tình khúc